# (40409) Taichikato
(40409) Taichikato est un astéroïde de la ceinture principale.

## Description
(40409) Taichikato est un astéroïde de la ceinture principale. Il fut découvert le 6 septembre 1999 à Ceccano par Gianluca Masi. Il présente une orbite caractérisée par un demi-grand axe de 2,45 UA, une excentricité de 0,21 et une inclinaison de 3,5° par rapport à l'écliptique.

## Compléments